# Walter Super 6B
Walter Super 6B (1930) byl závodní automobil továrny Walter (Akciová továrna automobilů Josef Walter a spol., Praha-Jinonice), českého výrobce osobních automobilů. Vůz byl zkonstruován pod vedením technického ředitele firmy Walter, kterým byl Ing. František Adolf Barvitius. Vlastní stavbu vozu, který továrna zapůjčila, zabezpečoval tým mechaniků pod vedením Jindřicha Knappa. Byl to nejrychlejší československý automobil v meziválečném období.

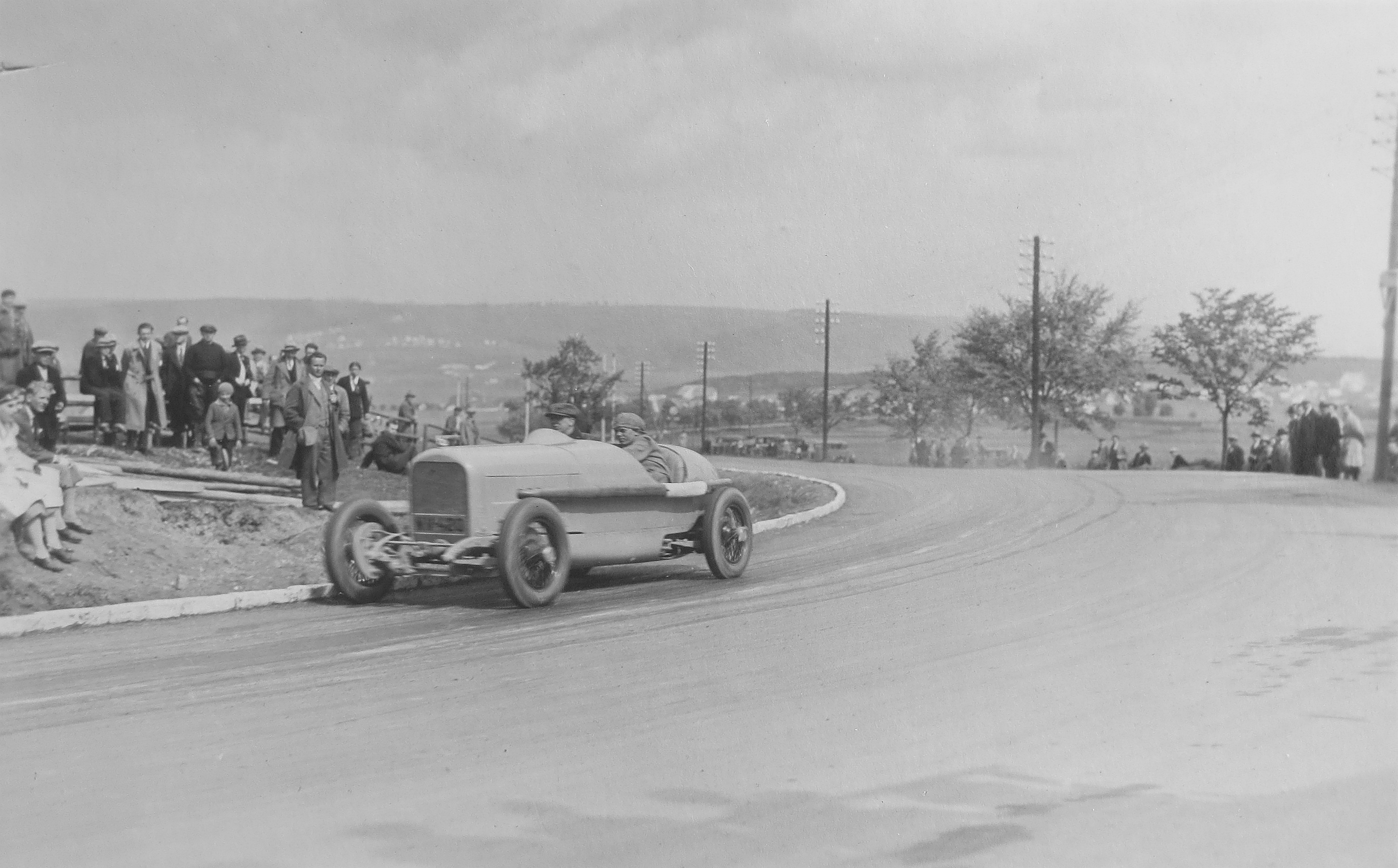
Walter Super 6B, 1. trénink, Zbraslav - Jíloviště (1930)

## Motor
Základem pro stavbu automobilu Walter Super 6B byl osobní automobil Walter Super 6. V motoru Walter Super 6 (oproti jeho předchůdci 6-B) při vrtání 80 a zdvihu 108 mm přibylo na objemu 421 "kubíků" a objem tedy vzrostl na 3257 cm3. Byl to zážehový, kapalinou chlazený čtyřdobý řadový šestiválec (R6), rozvod OHV, dva ventily/válec. Klikový hřídel byl "dokonale" vyvážený, uložený čtyřpolohově a zaopatřený setrvačníkem. Klidný chod sériového motoru zajišťoval tlumič torzních kmitů od klikového hřídele. Písty Nelson-Bohnalite s minimální tepelnou roztažností. Motor byl uložen ve třech silentblocích. Dva karburátory Zenith HAK 30 byly napájeny podtlakovým čerpadlem. Magnetoelektrické zapalování Bosch. Mechanická převodovka (4+Z) byla oddělena od motoru jednolamelovou, suchou kotoučovou spojkou. Mazání tlakové, oběžné s čističem oleje. Olejová pumpa mazání, ponořená ve spodní části motorové skříně, byla poháněna šnekovým soukolím od vačkového hřídele. Cirkulaci chladicího média zajišťovalo odstředivé čerpadlo namontované na hřídeli čtyřlistového ventilátoru. Poháněno bylo ozubeným řemenem. Tento systém pohonu byl v konstrukci jinonických vozů pozoruhodnou novinkou. Řazení rychlostí (4+Z) rychlostní pákou s kulovým kloubem, umístěnou na podlaze ve středu vozu.

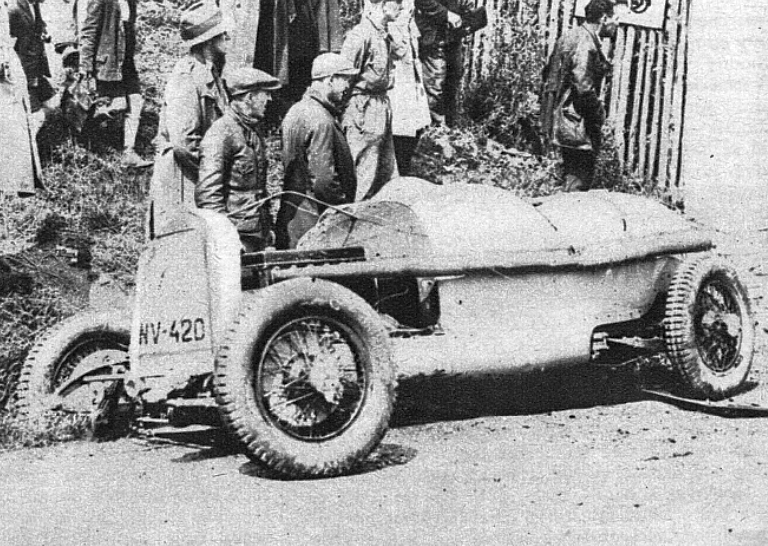
Walter Super 6B, po havárii v 2.tréninku na Zbraslav-Jíloviště (1930)

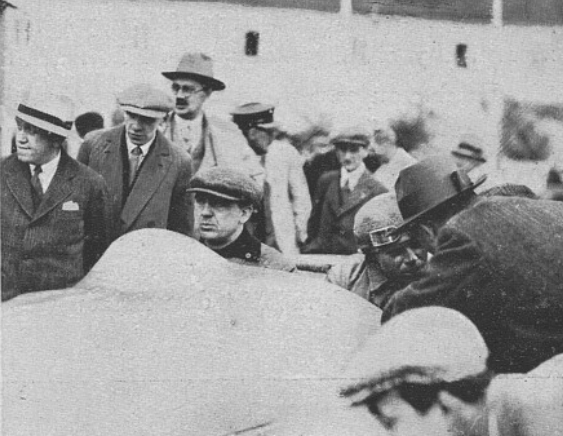
Jindřich Knapp s Karlem Vojířem na startu Zbraslav-Jíloviště. První zleva ing. Antonín Kumpera, Walter Super 6B (1930)

Pro závod Mistrovství Evropy do vrchu Zbraslav – Jíloviště (1930) byl vybaven kompresorem Roots, čímž jeho výkon vzrostl na 84,6 kW/115 k při 5200 ot./min. Vůz dosahoval rychlosti 185-190 km/h. Pro závod na Masarykově okruhu (1930) byl Walter Super 6B bez kompresoru a i tak dosahoval dobrého výkonu: 70,8 kW/95 k při 4800 ot./min. a max. rychlost kolem 175 km/h.

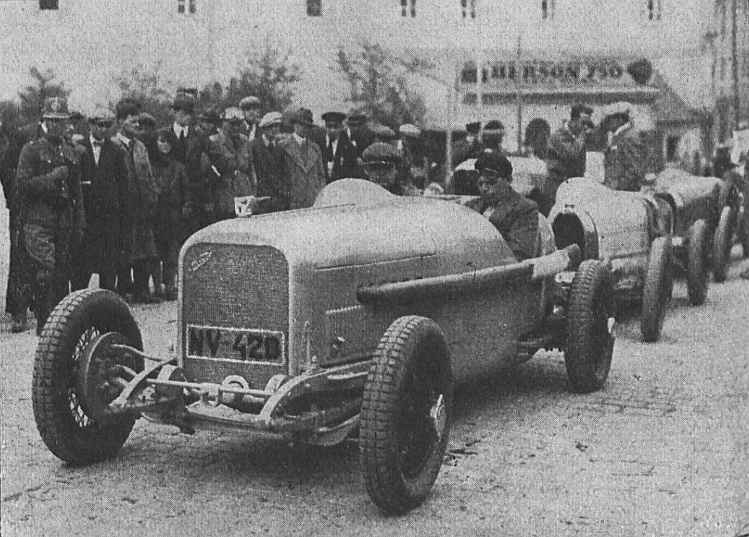
Walter Super 6B, start závodu Zbraslav - Jíloviště (1930)

## Podvozek
Klasicky stavěný podvozek s oběma tuhými nápravami odpruženými podélnými listovými péry s nárazovými body. Pravostranné řízení segmentové, samosvorným šnekovým převodem. Přední náprava byla tuhá z příčného nosníku I-profilu. Přenos hybné síly od převodovky a spojky byl řešen obvyklým kardanovým hřídelem na tuhou zadní hnanou nápravu typu "Banjo" s ozubením Gleason. Rám obdélníkový s křížovou výztuhou.
Walter Super 6B měl kapalinové, bubnové brzdy Lockheed s podtlakovým posilovačem Bosch-Dewandre. I jen „lehký tlak“ na brzdový pedál, jak uvádí tovární prospekt, byl přenesen na podtlakový servomotor  Dewandre, který přenášel tlak z brzdového pedálu na hydraulický systém Lockheed. Ten rovnoměrně rozdělil sílu na všechna čtyři kola. Ruční brzda působila na zadní kola. Byla použita standardní kola Rudge&Whitworth s drátěným výpletem o rozměru 32x6,5“ a byla přichycena centrální křídlovou maticí. Pneumatiky zpravidla Michelin 6,50/7,00 - 20.

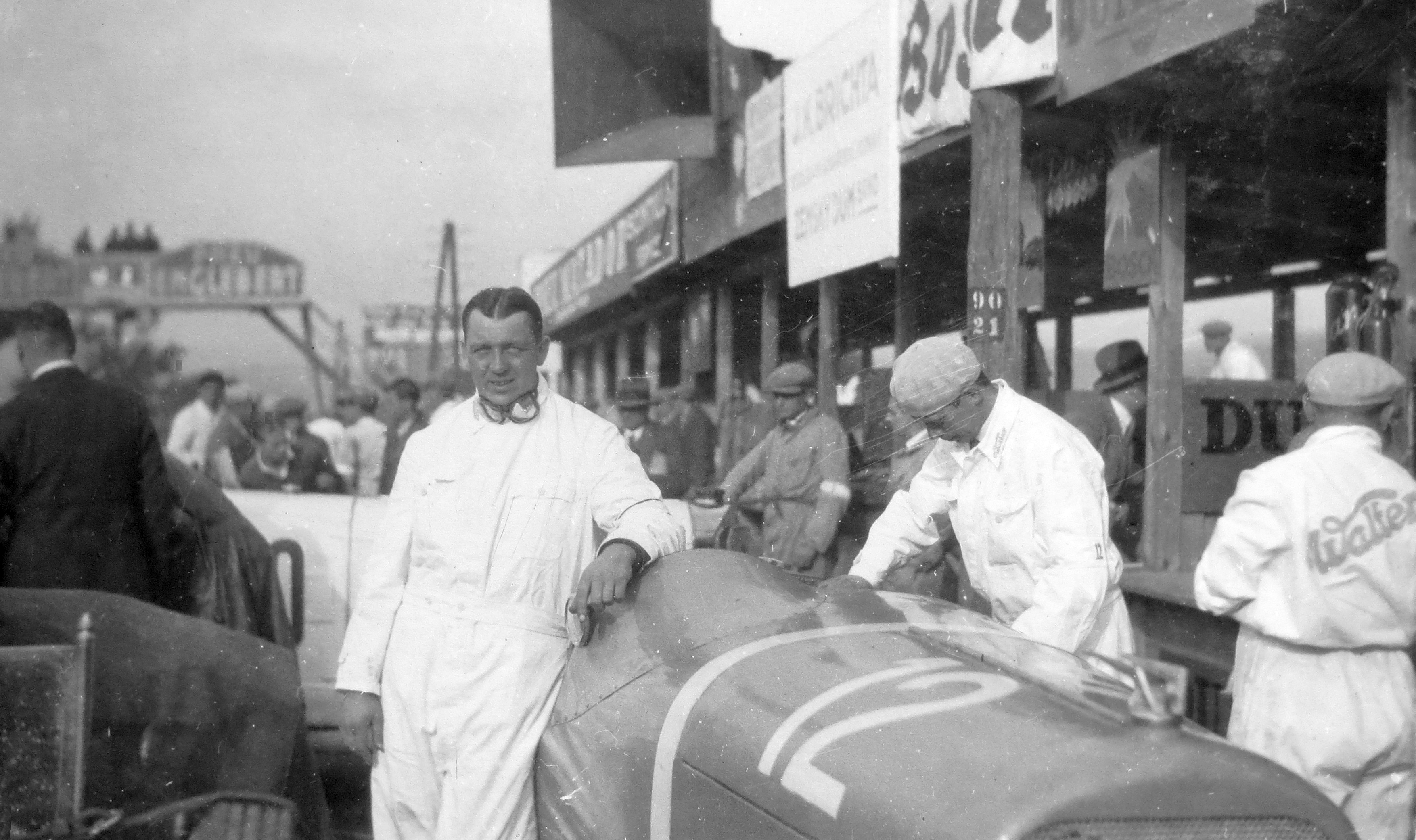
Jindřich Knapp, Walter Super 6B, Masarykův okruh Brno 1930

## Karoserie
Závodní dvoumístná karoserie propůjčovala vozu opravdu klasický vzhled závodních plnokrevníků přelomu 20. a 30. let 20. století. Vůz měl hmotnost kolem 860 kg, tzn. téměř poloviční oproti sériovému automobilu Walter Super 6.

## Sportovní úspěchy
- Zbraslav - Jíloviště, mistrovství Evropy v závodech do vrchu

Automobilová sportovní sezóna roku 1930 vstoupila do historie jako zahajovací pro seriál mistrovství Evropy v závodech automobilů do vrchu. Již tradiční závod Zbraslav–Jíloviště dostal od mezinárodní automobilové federace AIACR (dnes FIA) čestnou možnost toto mistrovství zahájit. Mistrovství Evropy v závodech do vrchu se koná do dnešních dob. 
XIII. ročník závodu Zbraslav – Jíloviště se jel (11. května 1930) na upravené, zpevněné trati a přilákal rekordních 100 000 diváků, kteří vyplnili každé volné místečko s výhledem na trať, obsadili i stromy a telegrafní sloupy, majitelé domků rozebírali střechy a zřizovali na nich improvizované tribuny. Část cen vypsaných pro závod byla vystavena po několik dní v obchodě pí. Horáčkové v pražském paláci Národ (Václavské náměstí 43, mezi hotelem Jalta a palácem Luxor). Exposice budila pozornost procházejícího obecenstva, které ji v hloučcích obléhalo. Továrna Walter nasadila do závodu Mistrovství Evropy, který se tehdy svým významem blížil dnešním závodům Grand Prix, "zeleno-modrý" Walter Super 6B. Oficiální trénink trval 2 dny. Jezdec i továrna se osvědčili tím, že "vzkřísili" vůz po páteční nehodě v tréninku. V druhém tréninkovém dni totiž v zatáčce ve stoupání na Špýchar (nedaleko jeho vrcholu) dostal Jindřich Knapp na kraji silnice smyk, narazil zadní částí na zídku, přejel smykem na levou stranu a zase na pravou stranu až do příkopu, kde se 2× převrhl a přerazil i sloup elektrického vedení. Knapp i Vojíř byli naštěstí nezraněni a po horečnaté opravě v jinonické továrně byl vůz v neděli ráno na startu.[7]
Ráno před závodem se nebe zachmuřilo a spustilo na trať vydatný déšť. Nakonec však přece jen zvítězilo příslovečné štěstí, déšť ustal a silnice oschla. Konec národního závodu a celý mezinárodní závod se odehrály za regulérních podmínek. Zájem se soustřeďoval takřka výhradně na dvě jména: Rudolf Caracciola a Hans Stuck. Všichni s napětím očekávali souboj Hanse Stucka s Rudi Caracciolou. Zvítězil Hans Stuck na Austro-Daimleru ADR 3.6 v čase 2:45,7 min v průměrné rychlosti 121,6 km/h. Hans Stuck von Villiez se stal absolutním vítězem závodu a utvořil nový traťový rekord. Docíleným úspěchem se ujal vedení v klasifikaci pro evropský šampionát do vrchu závodních vozů.

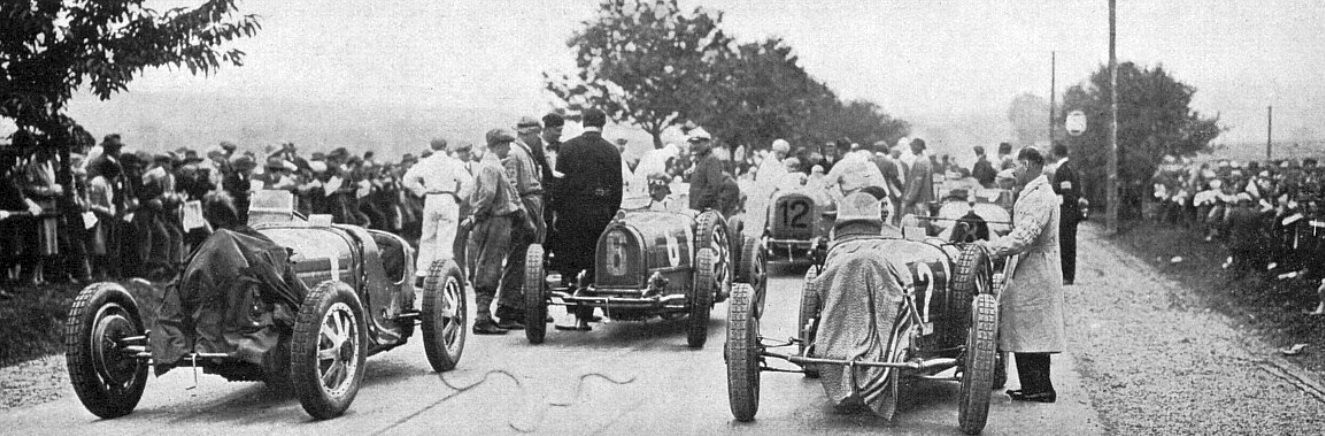
Před startem Masarykova okruhu, st. č. 12 Walter Super 6B (1930)

Jezdec Jindřich Knapp (s mechanikem Karlem Vojířem) zajeli skvěle a velmi dobře se umístili v kategorii závodních vozů do 5000 cm3, ze které vyšel nejrychlejší jezdec celých závodů. Knapp překrásně proplul tratí a jejími zatáčkami, byla to klasicky klidná, a přece pozoruhodně rychlá jízda, která byla řidiči i vozu ke cti. Obsadil třetí místo v čase 3:05,7 min. (průměrná rychlost 108,6 km/h) a celkově skončil na 8. místě. Získal velký stříbrný pohár a peněžitou cenu společnosti Dynakol (Vacuum Oil Comp.) pro domácího závodníka, který docílí nejlepšího výsledku s použitím motorového oleje Mobil Oil. Pořadí v kategorii závodních vozů do 5000 cm3: 1. Stuck, Austro-Daimler, 2:45,7 min, 2. Liefeldt, Austro-Daimler, 2:49,8 min a 3. Knapp, Walter, 3:05,6 min. Před Knappem v celkovém pořadí mj. dojeli Rudolf Caracciola (2:49,2) na Mercedes Benz, Heinrich-Joachim von Morgen (2:56,5)  na Bugatti a „Hýta“ (Jiří Kristián Lobkowicz) na Bugatti (3:04,3). Závod byl poznamenám tragickou havárií německého motocyklového závodníka Karl Otto Stegmanna, držitel traťového rekordu motocyklů z roku 1929. Stegmann (BMW 750) hned první den tréninků havaroval v zatáčce na Špýcharu a narazil přímo na patník. Po převozu do nemocnice na chirurgickou kliniku prof. dr. Jiráska podlehl těžkým zraněním - poranění lebeční kosti, roztříštění pánve, zlomení levé stehenní kosti a ještě další vnitřní zranění.
Primát nejrychlejšího závodního automobilu vyrobeném v Československu zůstal Waltru Super 6B přes 20 let, až do roku 1953, kdy jeho maximální dosaženou rychlost překonali na Dni rekordů, konaném v Praze pod Barrandovem, Adolf Veřmiřovský na závodním monopostu Tatra 607 a Václav Bobek st. na Škodě Supersport 1500 se dvěma kompresory, když dosáhli shodné rychlosti 197,7 km/h. V Tatře Kopřivnice s tímto výsledkem nebyli spokojeni a tak 16. října 1953 přistoupili k novému pokusu. Rozjezdová dráha pod Barrandovskou skálou totiž nevyhovovala, 2. pokus byl vykonán na silnici Valašské Meziříčí-Hranice s delším rozjezdem a dojezdem. Tentokráte Adolf Veřmiřovský s monopostem Tatra T 607 ustanovil nový národní rychlostní rekord 207,972 km/h.

- Masarykův okruh

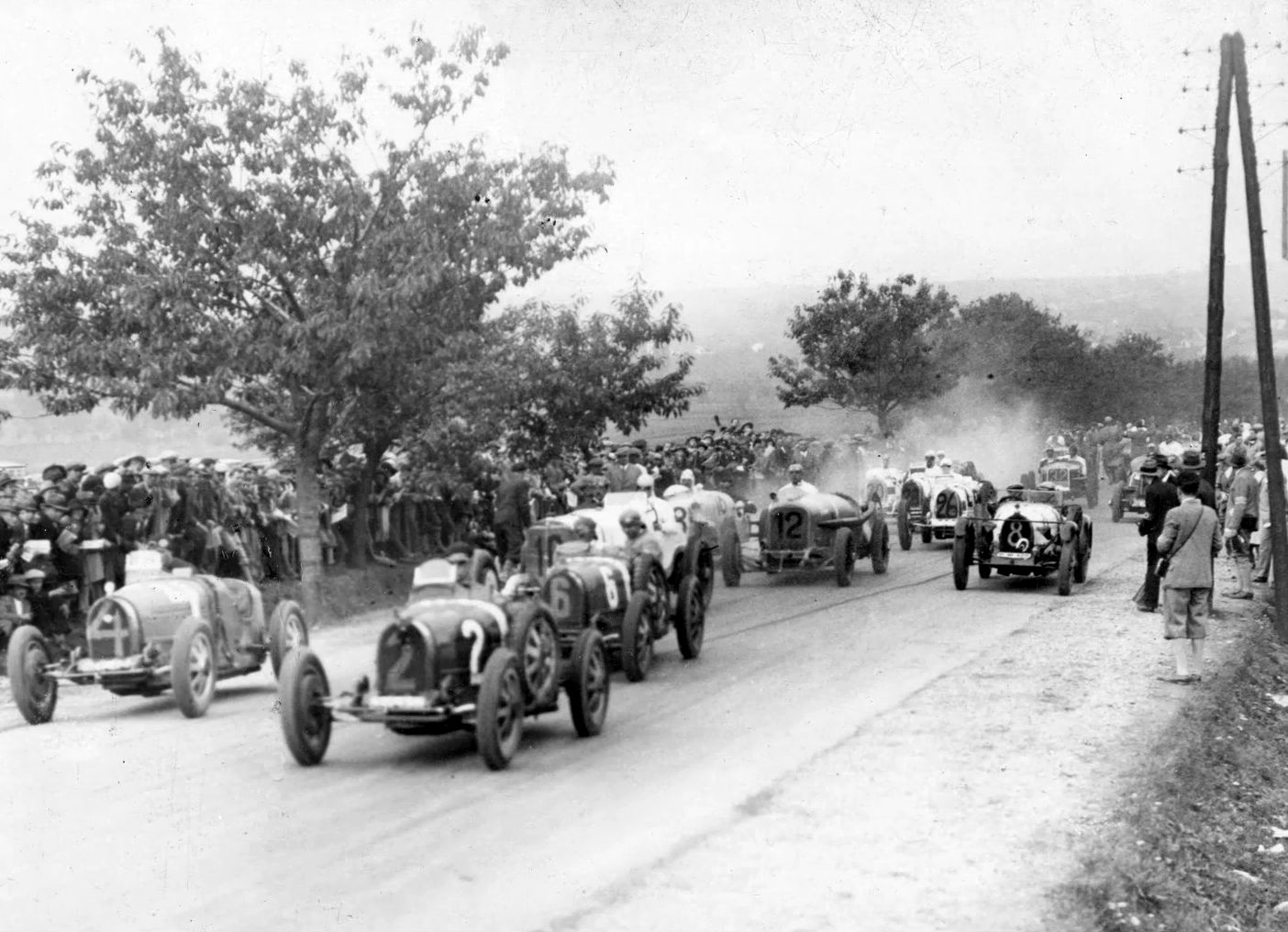
Walter Super 6B, start závodu na Masarykově okruhu Brno (1930), st. č. 12 Jindřich Knapp (Walter)

Při tréninku Knappa s Vojířem na 1. ročník Masarykova okruhu na známé spojce Bílý Beránek – Karlovarská (z Motola do Ruzyně) byly vykonány celkem 3 jízdy. Při třetím pokusu se kompresor Roots těžce porouchal a nebyl již nikdy více u tohoto vozu použit. Vůz Walter Super 6B i bez kompresoru dosahoval dobrého výkonu: 70,8 kW/95 k při 4800 ot./min. a dosahoval maximální rychlosti kolem 175 km/h.
Den 28. září 1930 byl významně zapsán v dějinách československého automobilového sportu. Neboť toho dne se odehrála premiéra jednoho z nejkrásnějších automobilových závodů. Byla to premiéra slavná, které vše přálo, která krásně začala i krásně skončila. Závod uspořádal Československý automobilový klub pro Moravu a Slezsko (ČAMS). A vlastně mnoho nechybělo a závod by se nekonal. Žádost ČAMS o povolení stavby okruhu tehdejší vedení Autoklubu Republiky Československé (AKRČs) v Praze (!) nedoporučilo. Přestože se podařilo „nedoporučení“ později překonat a povolení získat, byly tak odstartovány napjaté vztahy mezi Brnem a Prahou trvající přes půl století. Jediný oprávněný zástupce za ČSR v mezinárodní automobilové federaci AIACR (nyní FIA) byl AKRČs, který měl kompetence a mohl by uspořádat Grand Prix (Velkou cenu) Československa. Ale AKRČs k tomu neměl vhodnou trať. ČAMS sice trať měl, ale byl až „dvojkou“, a tak mohl pořádat „jen“ Velkou cenu Masarykovu.
Masarykův okruh v Brně vznikl v roce 1930 původně jako přírodní závodní trať, která svou obtížností patřila k nejtěžším v Evropě. Vzorem byl německý Nürburgring. Okruh měřil 29,194 km a jeho součástí byly běžně užívané silnice na trase Bosonohy - Nový Lískovec - Pisárky - Kohoutovice - Žebětín - Ostrovačice - Veselka – Bosonohy, tzn. jezdil se na „levou ruku“ (proti směru hodinových ručiček). Měl 60 levých a 68 pravých zatáček. Cena okruhu s úpravami okolí se vyšplhala na 12 miliónů Kč. Svůj název dostal po tehdejším československém prezidentovi Masarykovi, který stavbu finančně podpořil, a okruh potom nesl jeho jméno.

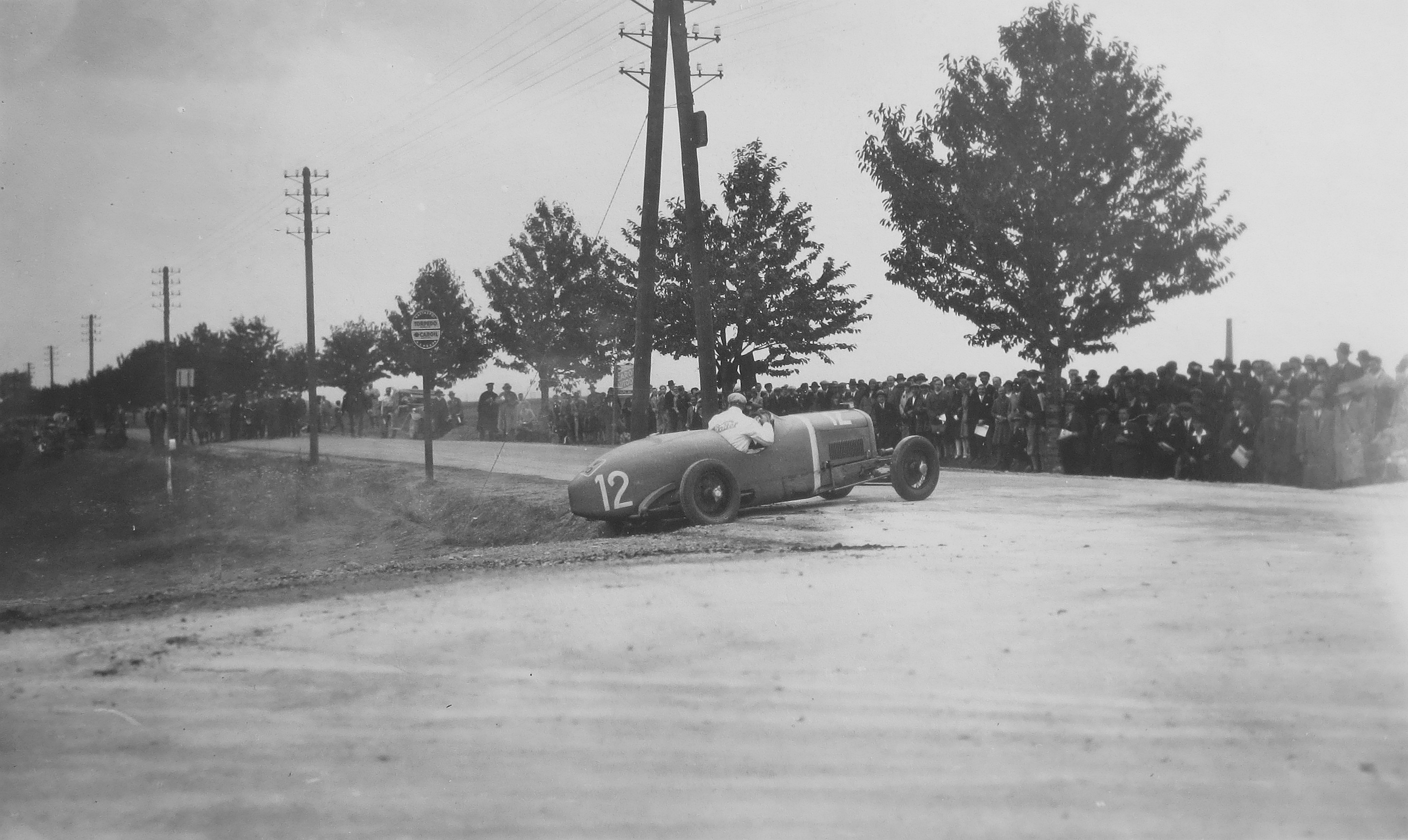
Walter Super 6B, Masarykův okruh Brno (1930)

Tento závod zahájil slavnou éru automobilových závodů na Masarykově okruhu v letech 1930–1937, které vždy pořádal Československý automobilový klub pro Moravu a Slezsko (ČAMS). Přestože počasí závodům příliš nepřálo, přišlo k trati v zamračené neděli 28. září 1930 přes 80 000 diváků, jiné zdroje odhadují počet na 100 000. V dramatickém závodu silnější kategorie na 17 kol (495,414 km), který odstartoval v 10 h dopoledne, zvítězil Heinrich-Joachim von Morgen (Bugatti 35B, osmiválcový motor, 2300 cm³, kompresor Roots, výkon 135 k/99 kW, max. rychlost 200 km/h) v čase 4:54:13 hod., když v posledním kole předjel – do té doby vedoucího - Tazia Nuvolariho (Alfa Romeo P2). Ten s velkým zpožděním dojel jen jako třetí, protože v době, kdy byl očekáván u cíle jako vítěz závodu, „visel“ na trati u Bosonoh s přehřátým motorem bez vody. Než se mu podařilo opatřit a doplnit vodu, předjeli ho von Morgen a Burggaller. K zajímavosti I. ročníku ještě patří to, že von Morgen sice odstartoval na Bugatti 35B (st. č. 28), ale do cíle dojel na Bugatti 35C Leiningena (st. č. 30). Propozice tuto záměnu v průběhu závodu umožňovaly.
Jindřich Knapp přijel do Brna bez velkých šancí, ale na "bledě modrém" Walter Super 6B si vedl velmi dobře. Knapp (st. č. 12) se podivuhodně držel, jeho časy jsou krásné na řidiče, který podobný závod jel poprvé, a neméně krásné jsou časy a výkon vozu, který je odvozen od sériového automobilu Walter Super 6. Po 1. kole byl v silnější kategorii Knapp až 11. ze 14 startujících. Ve 4. kole zajel nejrychlejší kolo (17:31,5 min.) na československém stroji průměrem 99,8 km/h. Do 11. kola stoupal pořadím až na výborné 5. místo, ale v následujícím okruhu musel pro poškození olejového potrubí, po sjetí do příkopu, odstoupit. Jindřich Knapp obdržel Cenu ing. W. Proskowetze za nejrychlejší kolo dosažené čs. jezdcem na stroji čs. výroby.
Ing. Vladimir Gut (prodejce vozů Bugatti v ČSR) do magazínu Auto pochvalně napsal: „…Walter mezi nimi dobře vypadá, ač je trochu korpulentní. Kdyby jej nevedl Knapp, nevěnovali bychom mu také pozornosti, neboť Knappa, ač má velmi málo příležitostí, přece jej stále považuji za nebezpečného. Kdyby seděl na vyloženém závodním voze, měli by s ním všichni plné ruce práce. Jinoničtí, kteří jediní ze starých českých továren mají smysl pro obeslání závodu a nelitují značných nákladů, obesílají okruh vozem nesoucím prvky jejich turistických vozu, který z tohoto hlediska je handicapován."

## Epilog
Vystoupení Walter Super 6B na Mistrovství Evropy Zbraslav - Jíloviště a na „Grand Prix“ v Brně bylo jedinými závodními podniky, kterých se tento závodní automobil zúčastnil. Počátkem 20. let 21. století byla postavena replika tohoto vozu z roku 1930. Byl vybaven standardním motorem z automobilu Walter Super 6, šestiválcovým motorem OHV objemu 3 250 ccm se zvýšeným výkonem cca o 25 procent na 95 k při 4800 otáčkách za minutu. Byl vystaven na výstavě Prague Car Festival, která se konala koncem října 2021 na pražském výstavišti PVA EXPO v Letňanech. V květnu 2022 se tento vůz zúčastnil na akci Sosnová Classic, za jehož volantem si mistrně počínal Jiří Hlavsa.

## Galerie

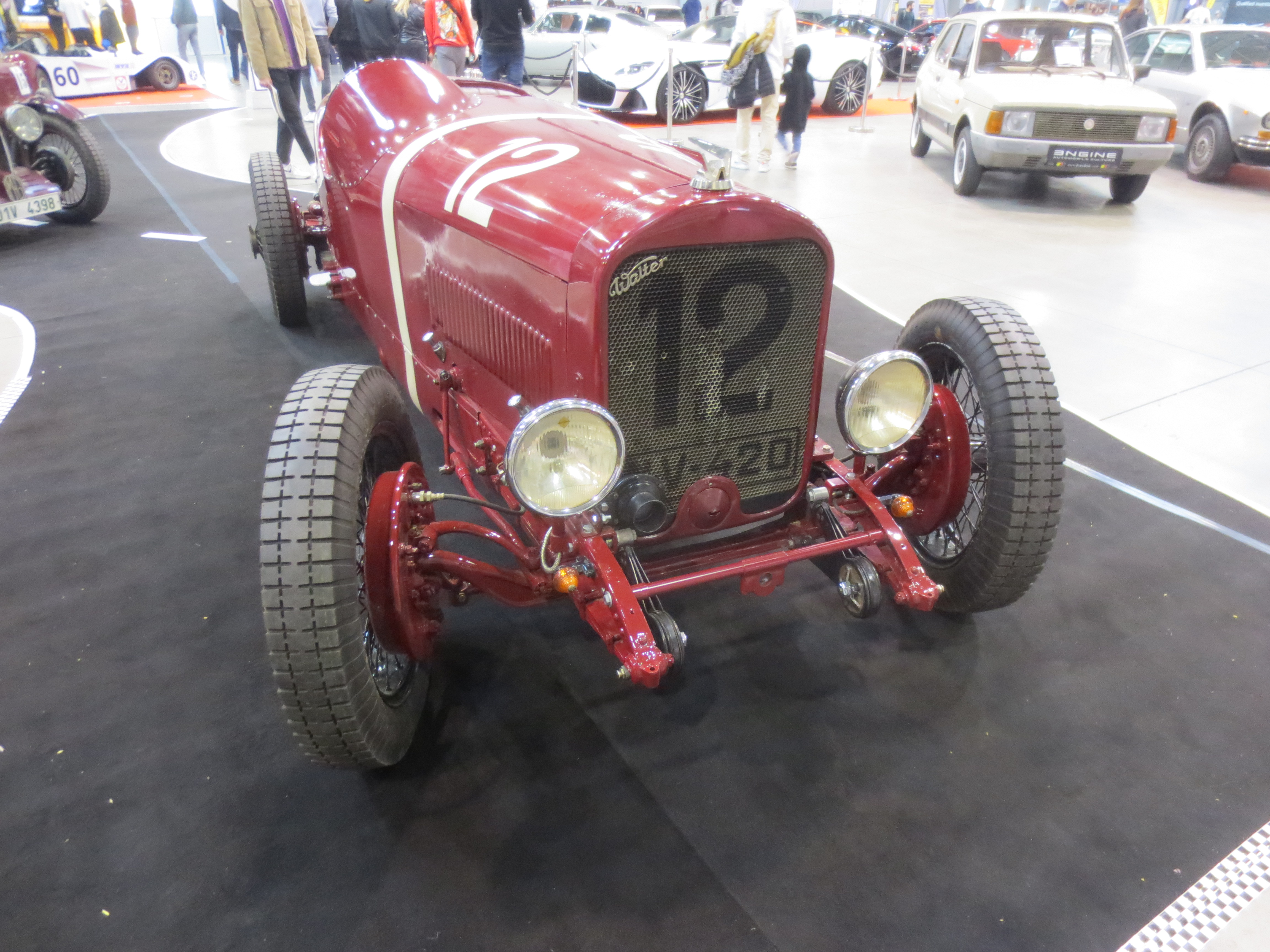
Walter Super 6B (replika)
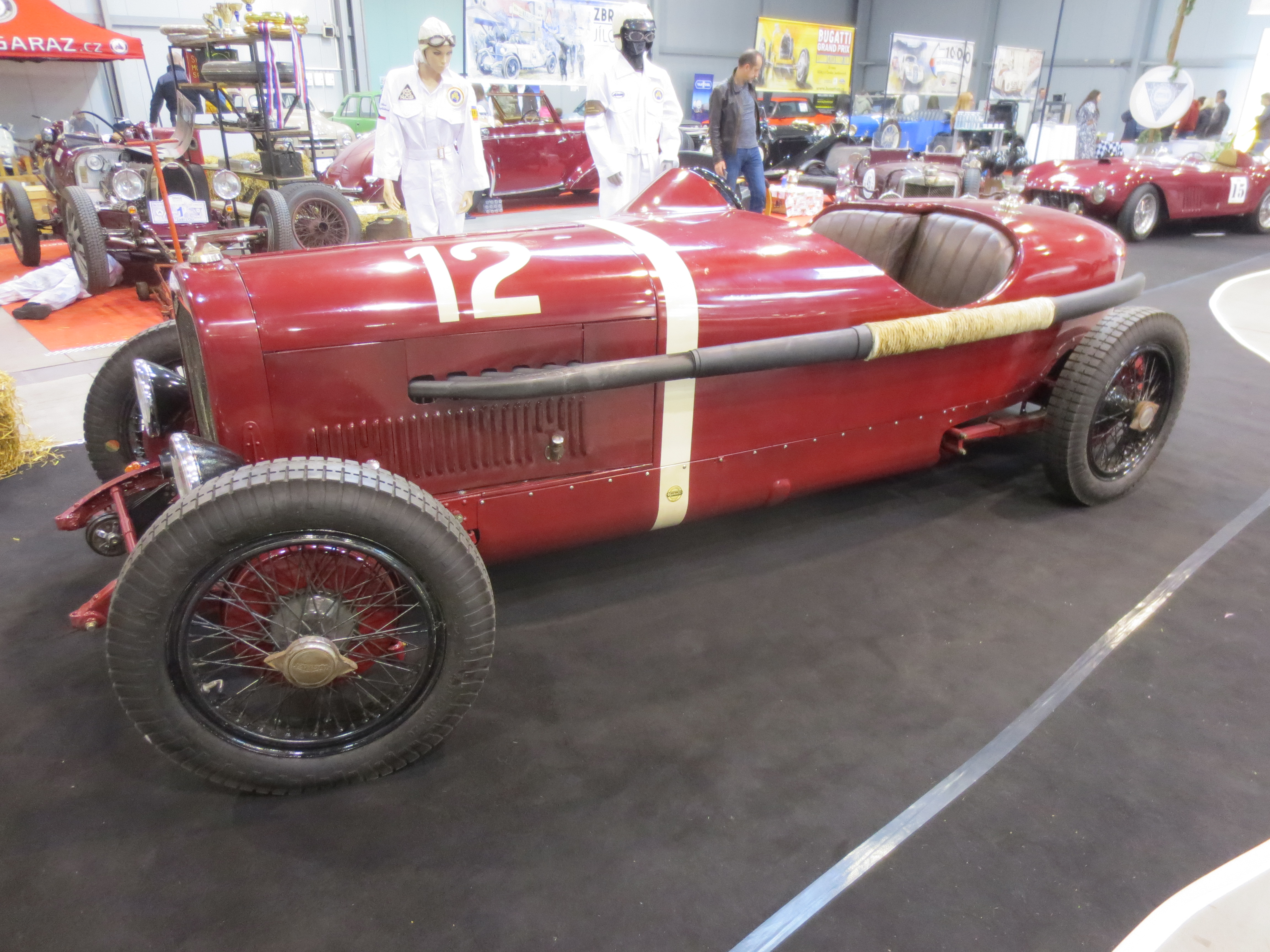
Walter Super 6B (replika)
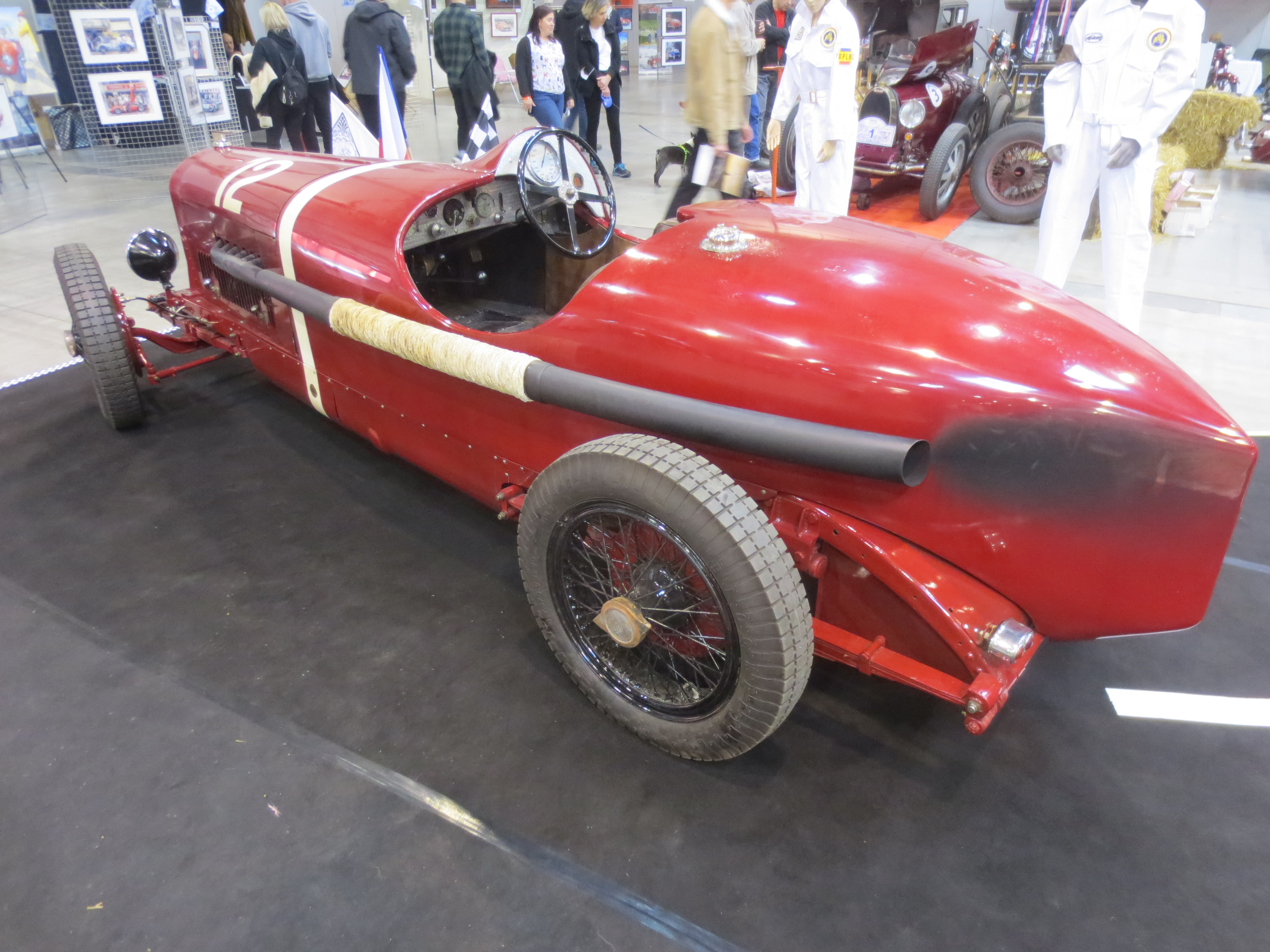
Walter Super 6B (replika)
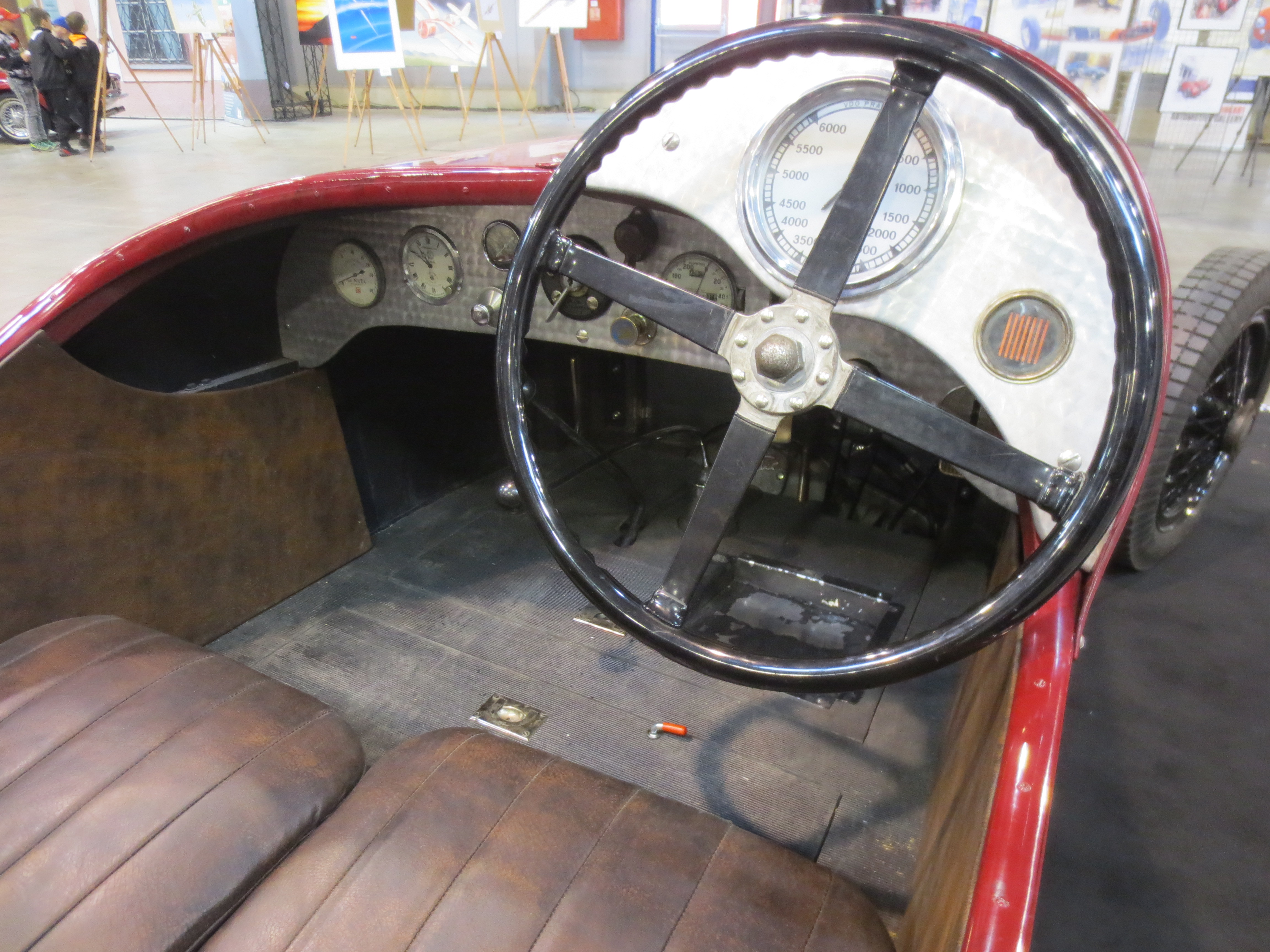
Walter Super 6B (replika)
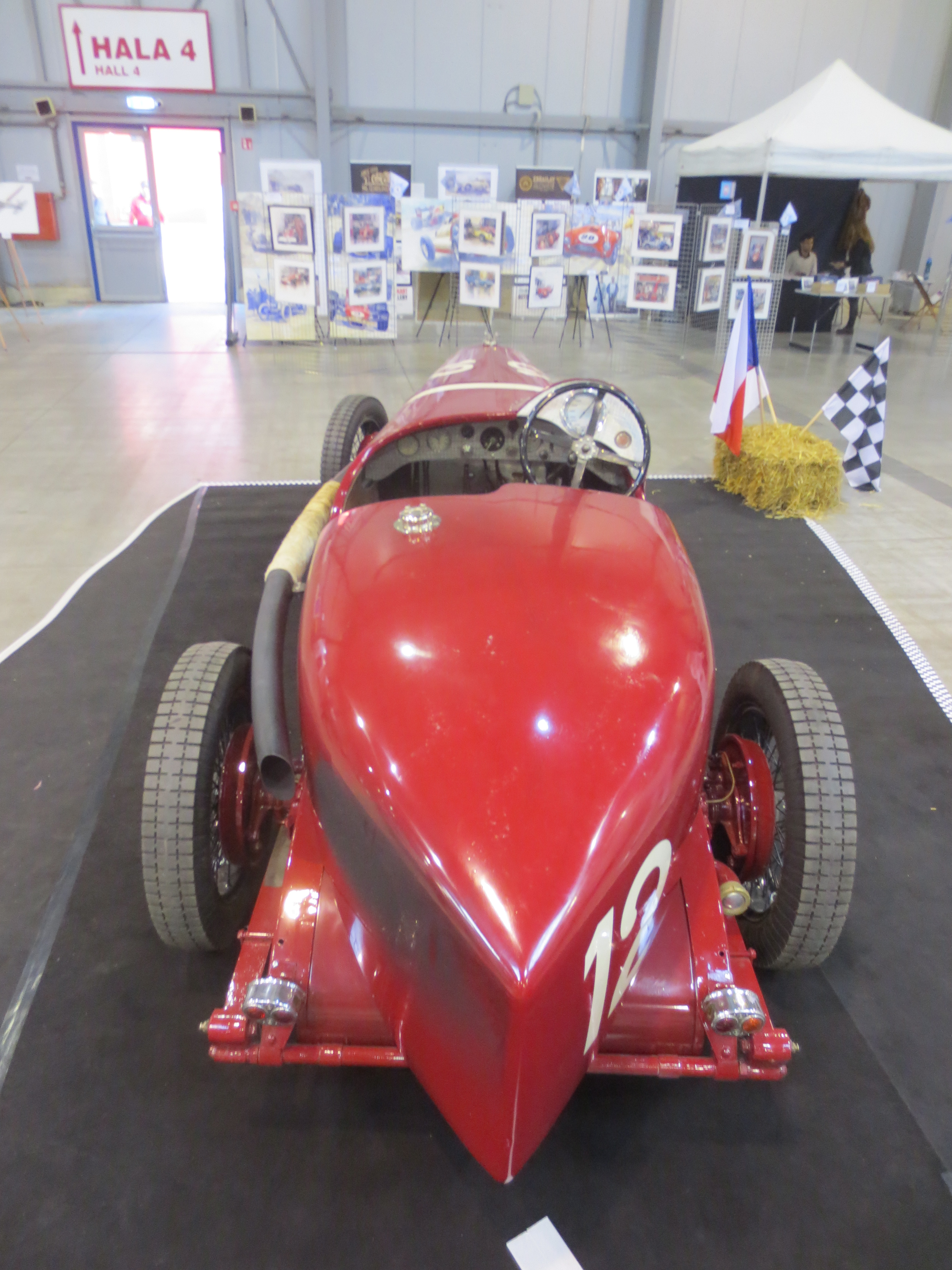
Walter Super 6B (replika)
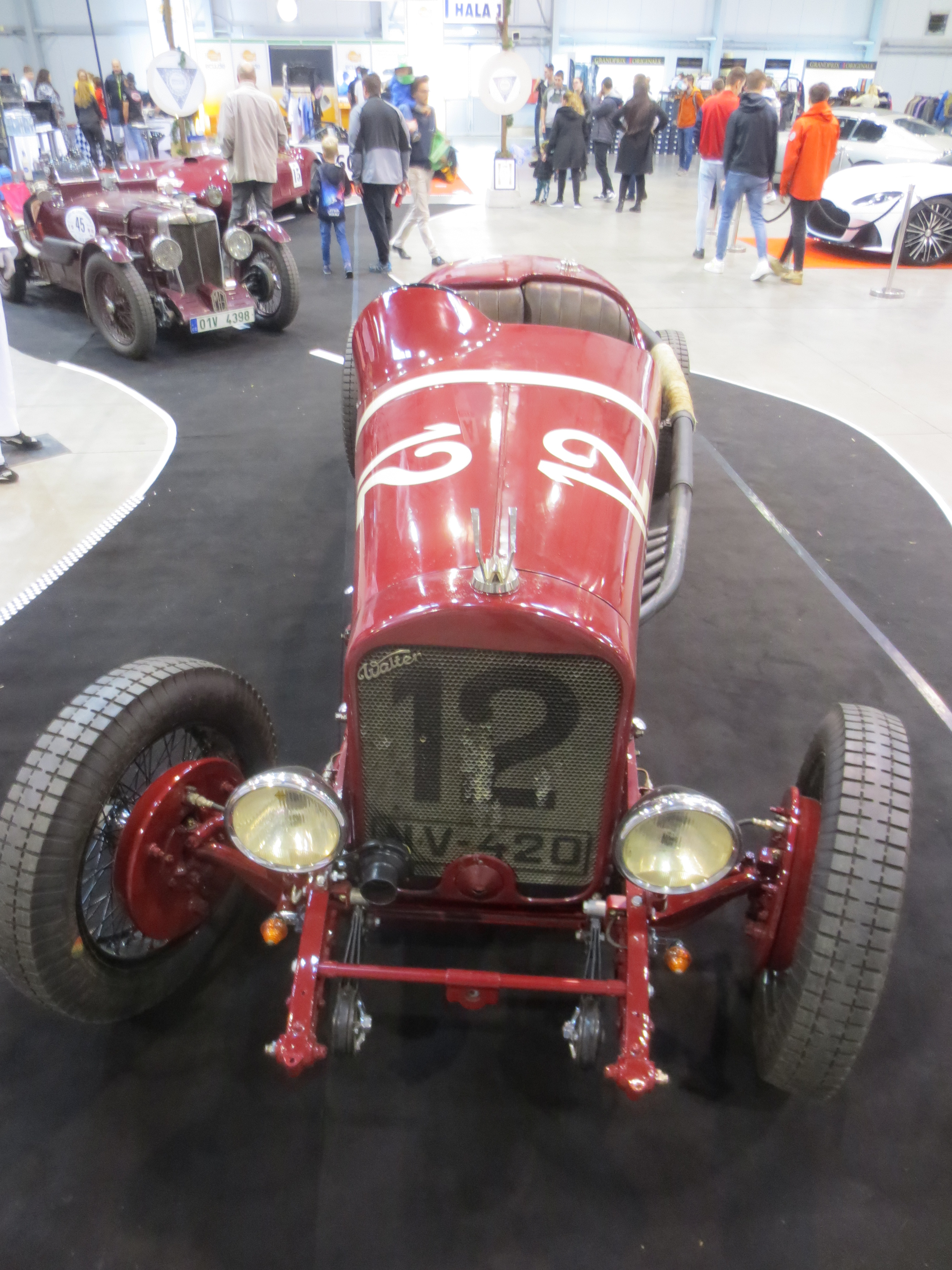
Walter Super 6B (replika)